# Afërdita Dreshaj
Afërdita Dreshaj (Titograd, 19 juli 1986) is een in Montenegro Geboren Kosovaars-Amerikaanse zangeres en fotomodel, die vooral bekend is geworden door haar deelname aan Miss Universe Kosovo 2011 en als vertegenwoordiger van de Republiek Kosovo bij Miss Universe 2011 te São Paulo. Dreshaj is daarnaast een bekende zangeres in Albaneestalige landen en debuteerde in 2009 met haar eerste single "Nëse Je Burrë".

## Levensloop

### Biografie
Dreshaj werd geboren in het huidige Montenegro uit etnisch Albanese ouders  en verhuisde op 12-jarige leeftijd naar de Verenigde Staten. Ze begon haar carrière als model op 17-jarige leeftijd toen ze op straat werd ontdekt door een fotograaf.

### Carrière
Haar muzieksingle Kiss me werd in 2010 een hit in Kosovo, Noord-Macedonië en Albanië. Ze werd verkozen tot Miss Kosovo voor de Miss Universe 2011 in Brazilië, waarmee ze de vierde Kosovaarse vrouw was die meedeed aan deze verkiezingen. Ze eindigde in de top 15 in São Paulo.

### Privé
Dreshaj was tot 2013 verloofd geweest met de Albanese zanger Shpat Kasapi, een finalist in Festivali i Këngës 47. Dreshaj woont sindsdien in Keulen (Duitsland), met haar man, de Tsjechische ijshockeyverdediger Jakub Kindl.